# Luxemburgske euromønter
Luxemburgske euromønter bliver ikke produceret i Luxemburg, men derimod i Holland. Henri af Luxemburgs portræt skal ifølge lov være på alle luxemburgske mønter.

## Nationale sider
| 0,01€               | 0,02€ | 0,05€                                                        |
| ------------------- | ----- | ------------------------------------------------------------ |
|                     |       |                                                              |
| Henri af Luxemburg. |       |                                                              |
| 0,10€               | 0,20€ | 0,50€                                                        |
|                     |       |                                                              |
| Henri af Luxemburg. |       |                                                              |
| 1€                  | 2€    | Randskriften (2€)                                            |
|                     |       | På randen ses 2 ★★ 6 gange, hvilket i alt giver 12 stjerner. |
| Henri af Luxemburg  |       |                                                              |